# Catocala martyrum
Catocala martyrum là một loài bướm đêm trong họ Erebidae.